# Хъркимър (окръг, Ню Йорк)
Окръг Хъркимър (на английски: Herkimer County) е окръг в щата Ню Йорк, Съединени американски щати. Площта му е 3776 km², а населението - 62 240 души (2017). Административен център е град Хъркимър.